# Things You Can Tell Just by Looking at Her
Things You Can Tell Just by Looking at Her (no Brasil, Coisas Que Você Pode Dizer Só de Olhar Para Ela / pt: O que Direi Olhando para Ti) é um filme de drama estadunidense lançado em 2000 e dirigido pelo cineasta colombiano Rodrigo García. Conta, no elenco, com Glenn Close, Cameron Diaz e Holly Hunter.

## Sinopse
O filme se passa em Los Angeles e é dividido em cinco capítulos que contam as histórias de mulheres diferentes, mas todas de certa forma solitárias e com problemas em suas vidas amorosas. A primeira história a ser contada é a da doutora Keener (Glenn Close), uma médica que aparenta ser feliz mas na verdade é muito solitária. A segunda é sobre Rebecca (Holly Hunter), uma gerente de banco que tem um caso com um homem casado, mas é solitária e, por causa dessa união instável, é levada a fazer um aborto. A terceira é sobre Rose (Kathy Baker), mãe de um adolescente de quinze anos, igualmente solitária, que se vê atraída por um anão. A quarta é sobre Christine (Calista Flockhart), uma garota homossexual que está passando por um momento difícil ao ter que cuidar de sua parceira que está com câncer. A quinta é a história de Kathy (Amy Brenneman), detetive solitária porque acha que tem o dever de cuidar da irmã Carol (Cameron Diaz), que é cega.